# Alys Williams (water-polo)
Pour les articles homonymes, voir Williams.
Alys Nicole Williams, née le 28 mai 1994 à Fountain Valley (Californie, États-Unis), est une joueuse américaine de water-polo. Elle est championne olympique lors des Jeux de 2020.

## Carrière
Elle est diplômée de l'université de Californie à Los Angeles en 2017.
Alys Williams fait partie de l'équipe américaine qui remporte l'or olympique lors des Jeux olympiques d'été de 2020 où elle marque 8 buts durant la compétition.

## Palmarès

### Jeux olympiques
- Jeux olympiques d'été de 2020 à Tokyo ( Japon) :
  -  médaille d'or du tournoi féminin

### Championnats du monde
- Championnats du monde 2019 à Gwangju ( Corée du Sud) :
  -  médaille d'or du tournoi féminin
- Championnats du monde 2017 à Budapest ( Hongrie) :
  -  médaille d'or du tournoi féminin
- Championnats du monde 2015 à Kazan ( Russie) :
  -  médaille d'or du tournoi féminin